# Moonglow (Bucky-Pizzarelli-Album)
Moonglow ist ein Jazzalbum von Bucky Pizzarelli und Frank Vignola. Die 2005 in New York City entstandenen Aufnahmen erschienen am 19. Juli 2005 auf Hyena Records.

## Hintergrund
Frank Vignola hatte zwei Jahre zuvor mit Bucky Pizzarelli und Howard Alden das Trioalbum Three of a Kind eingespielt.
Moonglow ist eine Duo-Session, die sich auf klassische Balladen konzentriert. Vignola habe hier die Rolle des „Sängers“, schrieb David R. Adler, Pizzarelli die des Begleiters. Beide spielen auf akustischen Gitarren 16 kurze Titel in knapp 47 Minuten. Zu dem ausgewählten Songmaterial gehören Titel wie „Sleepy Time Down South“, „I Can Dream, Can’t I“, „Whispering“, der Perry-Como-Hit „Temptation“, „Dream a Little Dream of Me“ und „In the Blue of the Evening“.

## Titelliste
- Bucky Pizzarelli and Frank Vignola: Moonglow (Hyena Records TMF 933)[2]

1. Whispering
2. I Can Dream, Can't I
3. Temptation
4. Moonlight Serenade
5. My Ideal
6. Moonglow
7. In The Blue of Evening
8. Sleepy Time Down South
9. If I Had You
10. Golden Earrings
11. Dream a Little Dream of Me
12. P.S. I Love You
13. Serenade in Blue
14. I'm Confessin'
15. Deep Purple
16. You'll Never Know

## Rezeption
Ken Dryden vergab an das Album in Allmusic vier Sterne und meinte, zwei der modernen Meister der Jazzgitarre, Bucky Pizzarelli und Frank Vignola, mögen voneinander eine Generation entfernt sein, sie seien aber in Bezug auf ihren Spielstil der gleichen Meinung. Ihre Duo-Gitarrenaufnahme konzentriere sich auf Balladen, von denen die meisten zu einer Zeit Standards waren, obwohl viele von ihnen zu Beginn des neuen Jahrhunderts zu Unrecht in Ungnade gefallen sind, darunter Songs wie „Moonlight Serenade“ und „Deep Purple“. Während der Aufnahme konzentrierte sich ihr gemeinsamer Fokus auf subtile Lyrik, schrieb Dryden, „um niemandem außer sich selbst zu gefallen. Durch den intimen Klang fühlt sich der Hörer wie ein Lauscher in einer privaten Sitzung unter zwei alten Freunden.“

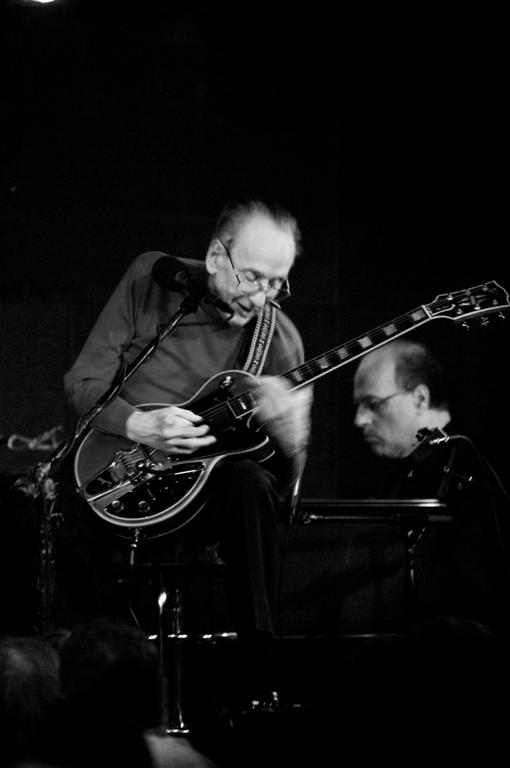
Les Paul bei einem Auftritt im Iridium Jazz Club in New York City im Oktober 2008

Robert R. Calder kritisierte in Pop Matters, in den Liner Notes, die dieser CD beigefügt sind, bezeichne man diese Aufnahme in gewissem Sinne als "Hintergrundmusik" – was dumm sei. Es sei ruhige Musik, aber weit davon entfernt, Hintergrundmusik zu sein – weit weniger Routine! – es verlange danach, angehört zu werden, und zahle erhöhte Aufmerksamkeit mit immer mehr echten Überraschungen zurück, so der Autor.
Der Senior Pizzarelli liefere die harmonische Tiefe, Vignola die melodischen Linien auf der Akustikgitarre, mit einem Stammbaum, der möglicherweise teilweise italienisch sei, aber sicherlich mit einer gewissen Referenz an Les Paul. Vignolas ausgeprägt individuelle melodische Konzeption erinnere an einige frühere Stilisten wie Les Paul, meint Calder. Vignola versuche nicht anders zu sein, er sei so gut und so engagiert, dass er einfach anders sei. Seine lineare Arbeit führe und bleibe die meiste Zeit im Vordergrund, dann ein- oder zweimal im Ruhezustand, um Platz für den großen Pizzarelli, den Akkordmeister, zu schaffen, um mit Vignolas sanft pulsierender Begleitung solo zu spielen. In anderen Momenten schließe sich Pizzarelli ihm an vorderster Front an und setze gleichzeitig die Begleit-Arbeit fort. Es gebe in der Tat keinen Hintergrund für die harmonische Entwicklung, die durch das sich selbst begleitende Duett erzeugt werde und die Musik sogar über das durchweg sehr hohe Niveau hebe. Bei anderen Titeln sei Pizzarelli, wenn auch nicht so vorwärtsstrebend wie Vignola, immer mit der harmonischen Farbgebung und der realen Substanz präsent, die jeder Gegenstand benötige. Manchmal liefere er nur die wenigen Töne, die den Solisten unterstreichen und unterstützen, und es sei immer offensichtlich, dass er wirklich sehr mag, was Vignola tut.
Nach Ansicht von David R. Adler, der das Album in JazzTimes rezensierte, sei die Herangehensweise der beiden Musiker an ihr Material unkompliziert, wobei Vignola nahe an den Melodien bleibe. Er spiele jedoch einige abenteuerliche Licks in „If I Had You“, „Golden Earrings“ und „P.S. I Love You“. Pizzarelli hingegen füllt das Bassregister mit der zusätzlichen siebten Saite seiner Gitarre aus und füge seinen Comping-Akkorden in helleren Tempi wie in „Deep Purple“ Höhen hinzu. Er habe sein einziges Solo im Titelstück. Trotz ihrer Zurückhaltung seien die beiden Gitarristen völlig wachsam und lebendig bei diesen großartigen Songs.